# Raphael Sbarge
Raphael Sbarge (New York, 12 febbraio 1964) è un attore statunitense.

## Biografia
Sbarge nasce da una famiglia di artisti teatrali (la madre era una costumista e il padre era un pittore, scrittore e regista) che sceglie il nome Raphael in onore del pittore Raffaello Sanzio. Raphael inizia la sua carriera all'età di 4 anni e mezzo su Sesame Street. Dopo aver ottenuto il diploma alle scuole superiori, interpreta il ruolo di co-protagonista con Tom Cruise in Risky Business - Fuori i vecchi... i figli ballano (1983), e appare poi in altri film come Vision Quest (1985), Carnosaur - La distruzione (1993), Independence Day (1996), Le parole che non ti ho detto (1999), Pearl Harbor (2001).
Il suo lavoro in televisione include A Streetcar Named Desire (1984), con Ann-Margret, Billionaire Boys Club (1987), Cracked Up (1987), con Edward Asner, Prison for Children (1987), Back to Hannibal: The Return of Tom Sawyer and Huckleberry Finn (1990), Murder 101 (1991), con Pierce Brosnan, Final Verdict (1991), con Treat Williams, Breast Men (1997), con Chris Cooper, Quicksilver Highway (1997), con Christopher Lloyd, Introducing Dorothy Dandridge (1999), con Halle Berry, e altri. Ha inoltre doppiato il personaggio di Kaidan Alenko nei videogiochi della serie Mass Effect.

### Vita privata
È stato sposato dal 1994 al 2010 con l'attrice Lisa Akey, da cui ha avuto due figli: Grace e Django.

## Filmografia

### Attore

#### Cinema
- Risky Business - Fuori i vecchi... i figli ballano (Risky Business), regia di Paul Brickman (1983)

- Ritorno dalla quarta dimensione (My Science Project), regia di Jonathan R. Betuel (1985)
- Carnosaur - La distruzione (Carnosaur), regia di Adam Simon e Darren Moloney (1993)
- L'alieno 2 (The Hidden II), regia di Seth Pinsker (1994)
- Independence Day, regia di Roland Emmerich (1996)
- Le parole che non ti ho detto (Message in a Bottle), regia di Luis Mandoki (1999)
- Pearl Harbor, regia di Michael Bay (2001)
- Il duello - By Way of Helena (The Duel), regia di Kieran Darcy-Smith (2016)
- L'esorcista - Il credente (The Exorcist: Believer), regia di David Gordon Green (2023)

#### Televisione
- Better Days - serie TV, 11 episodi (1986)
- Morte al traguardo (Cracked Up), regia di Karen Arthur – film TV (1987)
- I Robinson (The Cosby Show) - serie TV, 1 episodio (1988)
- La signora in giallo (Murder, She Wrote) - serie TV, episodi 7x03-12x06-12x07 (1990-1995)
- Star Trek: Voyager - serie TV, 6 episodi (1996-1997)
- Settimo cielo (7th Heaven) - serie TV, 1 episodio (1996)
- Jarod il camaleonte (The Pretender) - serie TV, 1 episodio (1996)
- I racconti di Quicksilver (Quicksilver Highway) , regia di Mick Garris - film TV (1997)
- Profiler - Intuizioni mortali (Profiler) - serie TV, 4 episodi (1999-2000)
- Will & Grace - serie TV, 1 episodio (1999)
- Streghe (Charmed) - serie TV, 1 episodio (1999)
- Ally McBeal - serie TV, 1 episodio (2000)
- Giudice Amy (Judging Amy) - serie TV, 1 episodio (2000)
- Un detective in corsia (Diagnosis: Murder) - serie TV, 1 episodio (2000)
- The Guardian - serie TV, 58 episodi (2001-2004)
- Six Feet Under - serie TV, 1 episodio (2001)
- CSI - Scena del crimine (CSI) - serie TV, 2 episodi (2004-2010)
- Senza traccia (Without a Trace) - serie TV, 1 episodio (2004)
- E.R. - Medici in prima linea (ER) - serie TV, 2 episodi (2005)
- CSI: NY - serie TV, 2 episodi (2005)
- Just Legal - serie TV, 1 episodio (2005)
- Nip/Tuck - serie TV, 1 episodio (2005)
- The Closer - serie TV, 1 episodio (2006)
- CSI: Miami - serie TV, 1 episodio (2006)
- 24 - serie TV, 4 episodi (2007)
- Grey's Anatomy – serie TV, episodi 3x22-3x23 (2007)
- Prison Break - serie TV, 6 episodi (2008-2009)
- Shark - Giustizia a tutti i costi (Shark) - serie TV, 1 episodio (2008)
- Ghost Whisperer - Presenze (Ghost Whisperer) - serie TV, 1 episodio (2008)
- Cold Case - Delitti irrisolti (Cold Case) - serie TV, episodio 5x01 (2008)
- The Mentalist - serie TV, 1 episodio (2009)
- Heroes - serie TV, 1 episodio (2009)
- Medium - serie TV, 1 episodio (2010)
- Law & Order - Unità vittime speciali (Law & Order: Special Victims Unit) - serie TV, 1 episodio (2010)
- Lie to Me - serie TV, 1 episodio (2010)
- Rizzoli & Isles - serie TV, episodio 1x04 (2010)
- Dexter - serie TV, 3 episodi (2010)
- NCIS - Unità anticrimine (NCIS) - serie TV, episodio 8x06 (2010)
- La vita segreta di una teenager americana (The Secret Life of the American Teenager) - serie TV, 1 episodio (2010-2011)
- Law & Order: LA - serie TV, 1 episodio (2011)
- C'era una volta (Once Upon a Time) - serie TV, 46 episodi (2011-2018)
- Criminal Minds - serie TV, episodio 8x09 (2012)
- The Good Wife - serie TV, 1 episodio (2013)
- Chicago Fire - serie TV, 1 episodio (2013)
- Castle - serie TV, episodio 5x20 (2013)
- Perception - serie TV, episodio 2x02 (2013)
- Terapia d'urto (Necessary Roughness) - serie TV, 1 episodio (2013)
- Stalker - serie TV, 1 episodio (2015)
- Hawaii Five-0 - serie TV, 1 episodio (2015)
- Murder in the First - serie TV, 32 episodi (2014-2016)
- iZombie - serie TV, episodio 2x04 (2015)
- Better Call Saul - serie TV, episodio 2x07 (2016)
- Fear the Walking Dead – serie TV , 1 episodio (2020)
- 1883 – miniserie TV, puntata 10 (2022)
- Dahmer - Mostro: la storia di Jeffrey Dahmer (Dahmer - Monster: The Jeffrey Dahmer Story) – miniserie TV, puntata 7 (2022)

## Doppiatore
- Medal of Honor: Vanguard – videogioco (2007)
- Avatar: The Last Airbender - The Burning Earth – videogioco (2007)
- Mass Effect – videogioco (2007)
- Mass Effect 2 – videogioco (2010)
- Mass Effect 3 – videogioco (2012)

## Doppiatori italiani
Nelle versioni in italiano delle opere in cui ha recitato, Raphael Sbarge è stato doppiato da:
- Alberto Bognanni in Criminal Minds, NCIS: New Orleans, New Amsterdam, L'esorcista - Il credente
- Franco Mannella in E.R. - Medici in prima linea, Blue Bloods, Hawaii Five-0
- Alessio Cigliano in Criminal Minds: Suspect Behavior, Better Call Saul, Hunters
- Edoardo Stoppacciaro in C'era una volta, Castle, Scorpion
- Fabrizio Manfredi in Morte al traguardo, Perception
- Giorgio Locuratolo in Streghe, The Resident
- Nino D'Agata in CSI: NY, CSI: Miami
- Luigi Ferraro in The Closer, NCIS: Los Angeles
- Roberto Certomà in 24, Fear the Walking Dead
- Davide Marzi in Grey's Anatomy, CSI: Vegas
- Pierluigi Astore in The Mentalist, Dahmer - Mostro: la storia di Jeffrey Dahmer
- Mino Caprio in Cold Case - Delitti irrisolti, Burn Notice - Duro a morire
- Christian Iansante in NCIS - Unità anticrimine, Ghost Whisperer - Presenze
- Stefano Thermes in Bates Motel, The Good Doctor
- Teo Bellia in Dexter, CSI - Scena del crimine (ep. 10x11)
- Fabrizio Vidale in Law & Order - Unità vittime speciali (ep. 11x23), Law & Order: LA
- Riccardo Niseem Onorato in La signora in giallo
- Riccardo Rossi in Carnosaur - La distruzione
- Andrea Ward in Jarod il camaleonte
- Marzio Margine in Profiler - Intuizioni mortali
- Natale Ciravolo in Ally McBeal
- Massimiliano Virgilii in Le parole che non ti ho detto
- Massimo Lodolo in Giudice Amy
- Maurizio Fiorentini in Bones
- Antonio Angrisano in CSI - Scena del crimine (ep. 5x08)
- Giorgio Bonino in The Guardian
- Andrea Zalone in Nip/Tuck
- Luca Dal Fabbro in Prison Break
- Alessandro Budroni in Medium
- Mauro Gravina in Lie To Me
- Francesco Meoni in The Good Wife
- Daniele Demma in Murder in the First
- Stefano Benassi in iZombie
- Sergio Lucchetti in The Blacklist
- Alberto Angrisano in Law & Order - Unità vittime speciali (ep. 18x09)
- Roberto Accornero in The Rookie
- Marco Baroni in 1883

Come doppiatore è stato sostituito da:
- Lorenzo Scattorin in Mass Effect, Mass Effect 2, Mass Effect 3